# Captain Planet and the Planeteers (datorspel)
Captain Planet and the Planeteers är ett dator/TV-spel som under tidigt 1990-tal släpptes till diverse konsoler, baserat på den miljöpolitiskt inspirerade tecknade TV-serien med samma namn. Spelet producerades av Mindscape. Tre olika versioner skapades. Spelet släpptes till Amiga, Atari ST, ZX Spectrum och Amstrad CPC 1991, samt till NES 1992.

## Upplägg
NES-versionen har fem banor, vilka alla är uppdelade i två olika delbanor. På första delbanan styr man de fem ungdomarnas flygfarkost mot fiendens befästning, och skall akta sig för inkommande missiler och dylikt. På andra delbanan styr man Captain Planet, då han kämpar sig fram till någon av miljöbovarna från TV-serien.
Amiga/Atari-versionen har fem olika banor, en för var och en av de fem ungdomarna, och en sista bana där man styr Captain Planet. På banorna skall man använda sin magiska ring för att städa upp bland föroreningar, samt med hjälp av en farkost rädda djur. Miljöbovarna i spelet är Hoggish Greedly, Dr. Blight och hennes dator MAL, Looten Plunder och hans assistent Argos Bleak samt Duke Nukem.
Spelet innehåller bland annat banor som utspelar sig i och kring Yellowstone nationalpark, Atlanten, Afrika och Antarktis.

### Fotnoter
1. 1 2 3 4 5 6  Captain Planet and the Planeteers Arkiverad 31 december 2009 hämtat från the Wayback Machine., NES-versionen, information på GameFAQs
2. 1 2  Captain Planet Arkiverad 31 augusti 2012 hämtat från the Wayback Machine. Amigainformation på GameFAQs
3. ↑  Captain Planet and the Planeteers på World of Spectrum
4. ↑  ”Captain Planet and the Planeteers”. NES DB. 21 mars 1991. Arkiverad från originalet den 18 april 2014. https://web.archive.org/web/20140418234209/http://www.nesdb.se/game_more.php?id=224&rid=1. Läst 18 april 2014.
5. ↑  ”Captain Planet and the Planeteers” (på engelska). Gamefaqs. januari 2005. Arkiverad från originalet den 2 april 2015. https://web.archive.org/web/20150402102627/http://www.gamefaqs.com/nes/587172-captain-planet-and-the-planeteers/faqs/37547. Läst 13 mars 2015.